# Giesela Brandes-Steggewentz
Giesela Brandes-Steggewentz (* 11. März 1949) ist eine deutsche Politikerin der Partei Die Linke und war bis zum 9. Februar 2013 Vorsitzende des Landesverbandes Niedersachsen. Auf dem Landesparteitag in Hameln hat sie sich nicht der Wiederwahl gestellt.

## Leben
Brandes-Steggewentz besuchte die Hauptschule und macht eine Lehre als Schneiderin. In den 1970er Jahren schulte sie um und wurde Steno- und Phonokontoristin. Ihre neue berufliche Laufbahn begann sie als DGB-Sekretärin in Hannover. 1974 trat sie der SPD bei. Berufsbegleitend absolvierte sie ein Studium der Arbeitswissenschaften und anschließend eine Weiterbildung zur Erwachsenenbildnerin. Anschließend stieg sie beim DGB Niedersachsen zur Abteilungsleiterin für Frauenpolitik, Migration und Kulturpolitik auf. Seit 2000 ist sie Gewerkschaftssekretärin bei ver.di in Osnabrück.
Aus Protest gegen die Hartz IV-Gesetze trat sie aus der SPD aus und in die WASG ein. 2006 kandidierte sie bei der  Oberbürgermeisterwahl von Osnabrück. Bei der Landtagswahl in Niedersachsen 2008 kandidierte Brandes-Steggewentz für die Partei Die Linke im Wahlkreis Osnabrück-West, erreichte allerdings nur 5,9 %. Von November 2011 bis 2021 war Brandes-Steggewentz Mitglied des Stadtrats von Osnabrück und Vorsitzende der Fraktion ihrer Partei.
Giesela Brandes-Steggewentz ist zum zweiten Mal verheiratet und hat zwei Kinder.